# Huntingtonova choroba
Huntingtonova choroba, zkráceně Huntington či HD, dříve známá jako Huntingtonova chorea, je vzácné dědičné neurodegenerativní onemocnění mozku charakteristické nekoordinovanými trhavými pohyby těla a snížením mentálních schopností postihující jedince obojího pohlaví. Dědí se autozomálně dominantně, což znamená, že je přenášeno na normálním chromozomu a k projevu nemoci stačí zdědit jednu alelu. Tyto příznaky se u jednotlivců mohou lišit. Fyzické příznaky se liší méně, ale rozdílný průběh poklesu mentálních schopností může vést k řadě potenciálních problémů, které vyžadují soustavnou ošetřovatelskou péči. Samotná nemoc není smrtelná, ale výrazně oslabuje imunitní systém, a tak snižuje průměrnou délku života. Touto nemocí trpí 7 ze 100 000 lidí a existují místa s častějším výskytem. K nástupu fyzických příznaků dochází postupně a může začít v jakémkoliv věku, i když je statisticky nejběžnější výskyt mezi dvacátým a čtyřicátým rokem života. Pokud se objeví před dvacátým rokem, označuje se jako juvenilní Huntingtonova choroba.
Tato nemoc je pojmenována po americkém lékaři Georgi Huntingtonovi, který tuto nemoc popsal v roce 1872. V roce 1983 byl objeven genetický marker signalizující tuto nemoc a o desetiletí později byl zjištěn jediný kauzální gen. Díky tomu, že je nemoc způsobena jediným genem, mohlo dojít k vývoji genetického testování, a tak se Huntingtonova choroba stala jedním z prvních genetických onemocnění, které bylo možné testovat. Díky dostupnosti testování a podobnosti příznaků s jinými neurologickými nemocemi došlo v uplynulých letech k výraznému nárůstu testování této choroby.

## Úvod
HD vzniká genetickou mutací a patří mezi tripletové choroby. Lidská genetická informace je uložena v pořadí jednotlivých stavebních kamenů, takzvaných nukleotidů. Všechny aminokyseliny, z kterých se vytváří bílkoviny v lidském těle, jsou jednoznačně dány trojicí nukleotidů. Tyto trojice nukleotidů se nazývají triplety a některé triplety se v genetické informaci člověka opakují. V případě HD mutace způsobuje abnormální zmnožení určitého tripletu, v tomto případě jde o triplet „CAG“, tj. cytosin-adenin-guanin na genu Huntingtin, který nalezneme na kratším rameni 4. chromosomu (4p16.3). Ten kóduje protein Huntingtin. Jeho funkce není známá. Experimentální vyřazení genu však vede ke smrti v embryonálním období. Zmutovaná verze tohoto proteinu je delší a v důsledku toho bude po translaci „nastříhána“ na menší fragmenty, které jsou ale pro tělo toxické. Ty se nakumulují v neuronech a způsobí jejich dysfunkci a později nekrózu. Nejvíce jsou postiženy oblasti mozkové kůry a striata, které zodpovídají za koordinaci pohybu, emoce a myšlení, čímž se dají vysvětlit symptomy HD. Normální jedinci nesou ve svém genu 9–35 repetic CAG, postižení jedinci jich mají více než 40. Jedinci s 27–35 repeticemi sami postiženi nejsou, ale u jejich dětí riziko HD hrozí. Jedinci s 35–39 repeticemi mohou a nemusí vykazovat symptomy. Čím je počet repetic větší, tím je nástup onemocnění časnější. S každou další generací se nástup prvních symptomů HD zrychluje. Tento fenomén nazýváme anticipace.

## Příznaky a diagnóza
HD je charakterizovaná selektivní ztrátou neuronů v bazálních gangliích, která se podílejí na koordinaci pohybů. Prvními příznaky bývají především poruchy psychického rázu – zhoršení schopnosti koncentrace a organizace myšlenek, postupná ztráta vůle, frustrace, impulzivní chování, zpomalení myšlení a v dalších stádiích až demence. Pohybovým poruchám dominuje chorea. U chorey se jedná o mimovolné kroutivé pohyby různé lokalizace, které pacienta ruší v klidu i při pohybu, při němž se ještě zesilují.Tyto pohyby nekontrolovatelné vůlí se vyskytují na končetinách, trupu i obličeji. V začátcích nemoci jsou postihovány nejprve malé a jemné svaly ovládající například jazyk, hrdlo či plíce. Tato porucha se nazývá dysartrie. S tímto jsou spojeny především problémy s řečí, polykáním a příjmem potravy. Jde o relativně řídké onemocnění s výskytem 1 nemocný na 10 000 – 20 000 obyvatel a je diagnostikováno nejčastěji v Evropě a USA, mnohem méně častá je například v Asii včetně Japonska či v Africe.

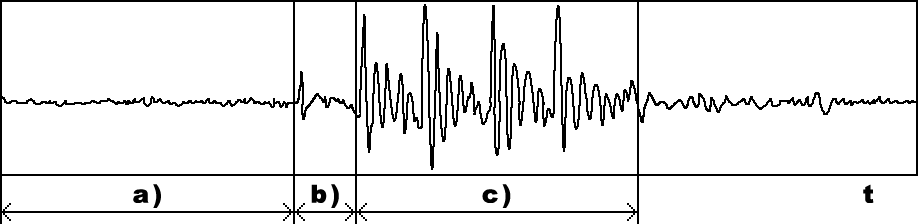
Slabika: a) ticho b) konsonanta c) vokál

Diagnóza obvykle probíhá pomocí neurologických a psychologických testů. Existuje přímé genetické testování na přítomnost mutovaného genu. Provádí se za účelem potvrzení či vyloučení nemoci, zjištění statutu pacienta v genetickém riziku a v prenatální diagnostice (okrajově). V dnešní době je, díky prvním projevům nemoci na hlasovém traktu (dysartrie), snaha o vývoj aplikací v oblasti zpracování řeči (Digital Speech Processing – DLP). Pro tuto úlohu pacient dělá řečová cvičení, ve kterém na jedno nadechnut opakuje slabiky -pa-ta-ka-. Nahrávky tzv. „patak“ poté podléhají digitálnímu zpracování. Mezi parametry, které se z nahrávek vyhodnocují, patří například délka vokálu, spektrální vlastnosti konsonant, trend prvního a druhého formantu nebo časování v promluvě (např. počet slabik za sekundu, délka tiché mezery mezi slabikami a jejich nestabilita). 

## Léčba

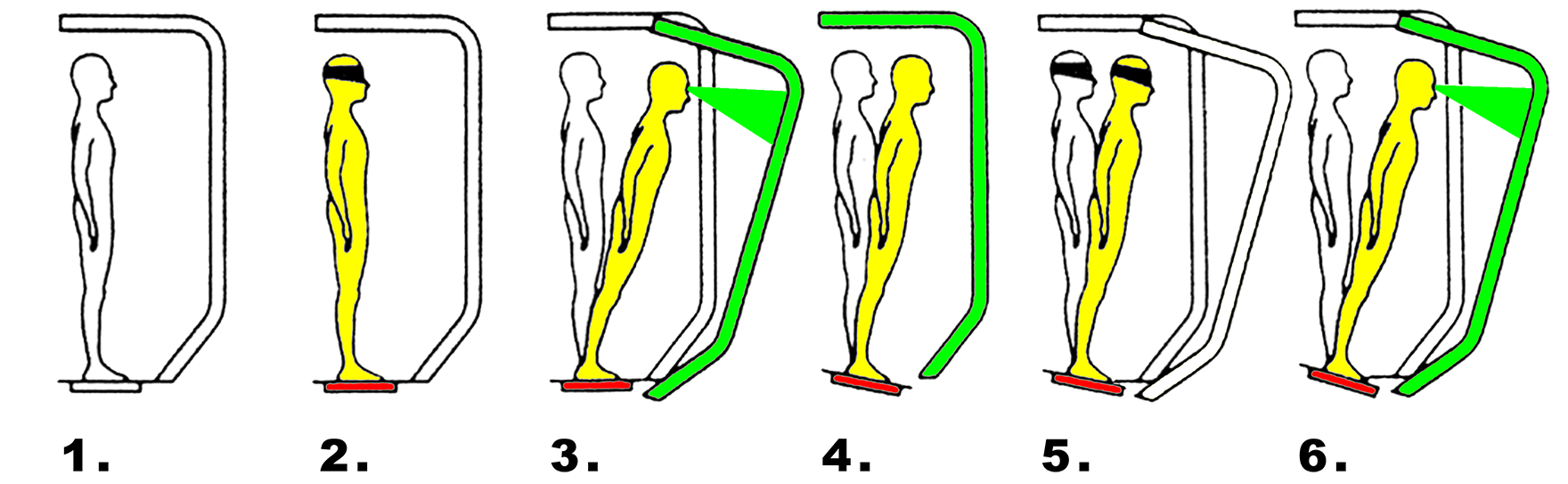
Přístroj pro měření posturální stability. Módy cvičení: 1. Pevná podložka a pevné zobrazování okolí. 2. Pevná podložka a zavázané oči. 3. Pevná podložka a pohyblivé zobrazování okolí. 4. Pohyblivá podložka a pevné zobrazování okolí. 5. Pohyblivá podložka a zavřené oči. 6. Pohyblivá podložka a pohyblivé zobrazování okolí

V dnešní době není známa žádná léčebná kúra. Po diagnóze HD je možné začít užívat léky na oddálení nástupu nebo pokroku výše uvedených symptomů. Existuje řada léků, které se používají. Všechny spadají do skupiny benzodiazepinů. Jako alternativu je možné použít léky obsahující tetrabenazin. Všechny tyto léky mohou ovšem přivolat vedlejší účinky jako je únava, bradykineze (zpomalení pohybů) nebo dokonce deprese. Především z důvodu vedlejších účinků těchto léčiv se častěji setkáme s tím, že pacient v počátcích choroby navštěvuje řadu lékařů a speciálních center, kde se připravuje na následky nemoci, adaptaci do běžného života a překonání problémů s řečí a polykáním. Lidé s HD často navštěvují tým specialistů, kteří se starají o jejich psychické zdraví a motoriku. Tento tým zpravidla obsahuje neurologa, psychiatra a fyzioterapeuta.
Některá centra pro pacienty s poruchou motoriky jsou vybavena přístroji pro měření posturální stability. Přístroj testuje schopnost pacienta udržet rovnováhu jako celek. Zaměřuje se především na smyslový systém a jeho podání pozice těla vzhledem k okolnímu prostředí, schopnost mozku zpracovávat tyto informace, koordinaci potřebnou k udržení rovnováhy. Celé toto testování probíhá za přítomnosti zkušeného pracovníka a plném jištění pacienta. Cílem testování je naučit pacienta plánování pohybu pro udržení rovnováhy v běžných měnících se podmínkách obyčejného života.

## V kultuře
Postava doktorky Remy Hadleyové („Třináctky“) ze seriálu Dr. House odhalí, že její matka zemřela právě na Huntigtonovu chorobu. Později se ukáže, na základě genetických testů, že u ní také vypukne. Seriál pak ukazuje i testování experimentálních léků na tuto chorobu.
Na této chorobě je také založena počítačová hra The Gap (2023), kde chorobou trpí manželka hlavní postavy.